# 緋緞島
緋緞島（：／），又稱绸缎岛，是鴨綠江出海口的一座島嶼，隸屬於朝鲜平安北道薪島郡，並是薪島郡的主要部分。該島於1958年因鴨綠江淤積形成，並於1960年代的中朝邊界協定劃歸朝鮮。島上種植了大面積的蘆葦，只有緋緞島勞動者區與薪島郡的首府薪島邑等兩個城鎮。2007年，金正日向中華人民共和國駐朝鮮大使透露有意將緋緞島建設為經濟特區。2011年，朝鲜宣布與中華人民共和國合作，在中朝邊境的黃金坪、緋緞島等地建設經濟特區。